# 瀬戸かずや
瀬戸 かずや（せと かずや、12月17日 - ）は、日本の女優・歌手。元宝塚歌劇団花組2番手スター。
東京都江戸川区、神田女学園高等学校出身。身長172cm。血液型B型。愛称は「あきら」。

## 来歴
2002年、宝塚音楽学校入学。
2004年、宝塚歌劇団に90期生として入団。入団時の成績は27番。雪組公演「スサノオ／タカラヅカ・グローリー!」で初舞台。その後、花組に配属。
2010年、真飛聖・蘭乃はなトップコンビ大劇場お披露目となる「麗しのサブリナ」で、新人公演初主演。新人公演最終学年となる入団7年目のラストチャンスでの抜擢となった。
2016年の「アイラブアインシュタイン」でバウホール公演初主演。入団13年目でのバウホール主演となった。
2020年の「マスカレード・ホテル」（ドラマシティ・日本青年館公演）で、花組2番手として東上公演初主演。
2021年7月4日、華優希退団公演となる「アウグストゥス／Cool Beast!!」東京公演千秋楽をもって、宝塚歌劇団を退団。退団公演では最初で最後となる2番手羽根を背負い、18年に及ぶ宝塚生活に別れを告げた。

## 人物
宝塚ファンの母親に観劇に誘われても興味が持てずに断っていたが、宙組公演「エリザベート」のビデオを母親が見ているのを目にして、宝塚に興味が湧く。何本かビデオを一緒に見るようになり、気付いた時には月組トップスター・真琴つばさのファンになっていた。「端っこでもいいから、あの同じ舞台に立ちたい」と音楽学校受験を決意。
愛称の「あきら」は、漫画「天使なんかじゃない」に登場するリーゼントヘアの高校生・須藤晃に「雰囲気が似ている」と、音楽学校時代に同期から付けられたことに由来する。

## 宝塚歌劇団時代の主な舞台

### 初舞台
- 2004年4 - 7月、雪組『スサノオ』『タカラヅカ・グローリー!』

### 花組時代
- 2004年8 - 11月、『La Esperanza（ラ・エスペランサ）』『TAKARAZUKA舞夢!』
- 2005年3 - 7月、『マラケシュ・紅の墓標』 - 新人公演：ニコラ（本役：朝夏まなと）『エンター・ザ・レビュー』
- 2005年11 - 2006年2月、『落陽のパレルモ』『ASIAN WINDS!』
- 2006年3 - 4月、『Appartement Cinéma（アパルトマン シネマ）』（ドラマシティ・日本青年館・愛知厚生年金会館）
- 2006年6 - 10月、『ファントム』 - 団員男、新人公演：従者（本役：日向燦）[9]
- 2007年2 - 5月、『明智小五郎の事件簿-黒蜥蜴（トカゲ）』 - 新人公演：客（本役：望月理世）『TUXEDO JAZZ（タキシード ジャズ）』
- 2007年7月、『源氏物語 あさきゆめみしII』（梅田芸術劇場）
- 2007年9 - 12月、『アデュー・マルセイユ』 - 新人公演：不良少年（本役：日向燦）『ラブ・シンフォニー』
- 2008年2 - 3月、『蒼いくちづけ』（バウホール） - アーサー・ゴダルミング
- 2008年5 - 8月、『愛と死のアラビア』 - 新人公演：オスマン（本役：貴怜良）『Red Hot Sea』
- 2008年9 - 10月、『外伝 ベルサイユのばら-アラン編-』 - ラサール・ドレッセ『エンター・ザ・レビュー』（全国ツアー）
- 2009年1 - 3月、『太王四神記』 - 新人公演：チョロ（本役：真野すがた）
- 2009年5 - 6月、『オグリ!』（バウホール・日本青年館）
- 2009年7月、『ME AND MY GIRL』（梅田芸術劇場） - リチャード・ヘアフォード
- 2009年9 - 11月、『外伝 ベルサイユのばら-アンドレ編-』 - 衛兵隊、新人公演：アルマン（本役：華形ひかる）『EXCITER!!』[9]
- 2010年1月、『BUND／NEON 上海』（バウホール） - 陸桂才
- 2010年3 - 5月、『虞美人』 - 蕭何、新人公演：劉邦（本役：壮一帆）[9]
- 2010年7 - 10月、『麗しのサブリナ』 - ジョルジュ、新人公演：ライナス・ララビー（本役：真飛聖）『EXCITER!!』 新人公演初主演[8][12][13][10][3][6]
- 2010年11 - 12月、『メランコリック・ジゴロ』 - アルマン『ラブ・シンフォニー』（全国ツアー）
- 2011年2 - 4月、『愛のプレリュード』 - ジェイムス・バロン『Le Paradis!!（ル パラディ）』
- 2011年6 - 9月、『ファントム』 - ラシュナル[9]
- 2011年10 - 11月、『小さな花がひらいた』 - 正吉『ル・ポァゾン 愛の媚薬II』（全国ツアー）
- 2012年1 - 3月、『復活-恋が終わり、愛が残った-』 - 兵士『カノン』
- 2012年5月、『近松・恋の道行』（バウホール・日本青年館） - 印伝屋長作
- 2012年7 - 10月、『サン＝テグジュペリ』 - ルフィーノ『CONGA!!』
- 2012年11 - 12月、蘭寿とむコンサート『Streak of Light-一筋の光…-』（日本青年館・ドラマシティ）
- 2013年2 - 5月、『オーシャンズ11』 - フランク・カットン[10]
- 2013年6月、『フォーエバー・ガーシュイン』（バウホール） - ジェームズ・ポール・ワーバーグ
- 2013年8 - 11月、『愛と革命の詩（うた）-アンドレア・シェニエ-』 - アベル・ド・フォンダ『Mr. Swing!』[10]
- 2013年12月、『New Wave!-花-』（バウホール） メインキャスト[15]
- 2014年2 - 5月、『ラスト・タイクーン -ハリウッドの帝王、不滅の愛-』 - モート・フライシェーカー『TAKARAZUKA ∞ 夢眩』
- 2014年6 - 7月、『ノクターン-遠い夏の日の記憶-』（バウホール） - ピョートル
- 2014年8 - 11月、『エリザベート-愛と死の輪舞（ロンド）-』 - エルマー・バチャニー
- 2015年1月、『風の次郎吉-大江戸夜飛翔-』（ドラマシティ・日本青年館） - 遠山金四郎景元
- 2015年3 - 6月、『カリスタの海に抱かれて』 - セルジオ・グランディー『宝塚幻想曲（タカラヅカ ファンタジア）』
- 2015年7 - 8月、『ベルサイユのばら-フェルゼンとマリー・アントワネット編-』 - ベルナール『宝塚幻想曲（タカラヅカ ファンタジア）』（梅田芸術劇場・台北国家戯劇院）
- 2015年10 - 12月、『新源氏物語』 - 頭中将『Melodia-熱く美しき旋律-』
- 2016年2 - 3月、『For the people-リンカーン 自由を求めた男-』（ドラマシティ・KAAT神奈川芸術劇場） - スティーブン・ダグラス
- 2016年4 - 7月、『ME AND MY GIRL』 - ランベス・キング[注釈 1]／ジョン・トレメイン卿[注釈 2]
- 2016年9月、『アイラブアインシュタイン』（バウホール） - アルバート バウ初主演[11][12][13][1][6]
- 2016年11 - 2017年2月、『雪華抄（せっかしょう）』『金色（こんじき）の砂漠』 - 奴隷プリー
- 2017年3 - 4月、『仮面のロマネスク』 - ジェルクール伯爵『EXCITER!!2017』（全国ツアー）
- 2017年6 - 8月、『邪馬台国の風』 - 奴王ヨリヒク『Santé!!』
- 2017年10月、『ハンナのお花屋さん-Hanna's Florist-』（TBS赤坂ACTシアター） - ジェフ・ウォーレン
- 2018年1 - 3月、『ポーの一族』 - フランク・ポーツネル男爵
- 2018年5月、『あかねさす紫の花』 - 中臣鎌足『Sante!!』（博多座）
- 2018年7 - 10月、『MESSIAH（メサイア）-異聞・天草四郎-』 - 渡辺小左衛門『BEAUTIFUL GARDEN-百花繚乱-』
- 2018年11 - 12月、『蘭陵王（らんりょうおう）-美しすぎる武将-』（ドラマシティ・KAAT神奈川芸術劇場） - 高緯[13]
- 2019年2 - 4月、『CASANOVA』 - コンスタンティーノ
- 2019年6月、『恋スルARENA』（横浜アリーナ）[13]
- 2019年8 - 11月、『A Fairy Tale -青い薔薇の精-』 - オズワルド・ヴィッカーズ『シャルム!』
- 2020年1月、『マスカレード・ホテル』（ドラマシティ・日本青年館） - 新田浩介 東上初主演[12][13][2][3][1][6]
- 2020年7 - 11月、『はいからさんが通る』 - 青江冬星
- 2021年1 - 2月、『NICE WORK IF YOU CAN GET IT』（東京国際フォーラム・梅田芸術劇場） - クッキー・マクジー
- 2021年4 - 7月、『アウグストゥス-尊厳ある者-』 - マルクス・アントニウス『Cool Beast!!』 退団公演[3][14][1][6]

### 出演イベント
- 2004年9月、『レビュー記念日』
- 2005年7月、宝塚パリ祭2005『Souvenir Pour Aurevoir』[16]
- 2005年12月、『花の道 夢の道 永遠の道』
- 2007年1月、『清く正しく美しく』
- 2011年3月、真飛聖ディナーショー『For YOU』[17]
- 2011年12月、タカラヅカスペシャル2011『明日に架ける夢』
- 2012年8 - 9月、愛音羽麗ディナーショー『麗人』[18]
- 2012年12月、タカラヅカスペシャル2012『ザ・スターズ!〜プレ・プレ・センテニアル〜』
- 2013年6 - 7月、宝塚巴里祭2013『la chanson de paris 99』[10]
- 2014年12月、タカラヅカスペシャル2014『Thank you for 100 years』
- 2016年4月、『ME AND MY GIRL』前夜祭
- 2016年12月、タカラヅカスペシャル2016『Music Succession to Next』
- 2017年12月、タカラヅカスペシャル2017『ジュテーム・レビュー-モン・パリ誕生90周年-』
- 2018年12月、タカラヅカスペシャル2018『Say! Hey! Show Up!!』
- 2019年3月、仙名彩世ミュージック・サロン『Sen-se』[19]
- 2019年12月、タカラヅカスペシャル2019『Beautiful Harmony』
- 2021年5月、瀬戸かずやスペシャルライブ『Gracias!!』 主演[1]

## 宝塚歌劇団退団後の主な活動

### 舞台
- 2021年11月、『Greatest Moment』（梅田芸術劇場・東京国際フォーラム）[20]
- 2022年9 - 10月、朗読舞踊劇『阿国-かぶく恋、夢の果て-』（サンシャイン劇場） - 阿国[注釈 3]／三十郎[注釈 3][21]
- 2022年10月、『Choice』（COOL JAPAN PARK OSAKA）[22]
- 2022年11 - 12月、『BERBER RENDEZVOUS』（シアタークリエ）[注釈 4][23]
- 2023年2月、『「刀剣乱舞」禺伝 矛盾源氏物語』（TOKYO DOME CITY HALL・オリックス劇場） - 光源氏[24]
- 2023年8 - 9月、『TRACE U』（浅草九劇）[25]
- 2023年12月、朗読劇『ラストダンスは私に〜岩谷時子物語〜』（六行会ホール） - 越路吹雪[注釈 5][26]
- 2024年3 - 4月、『それを言っちゃお終い』（六本木トリコロールシアター）[27]
- 2024年5 - 6月、『Ivory』（東京芸術劇場）[28]
- 2024年9 - 10月、『マリオネットホテル』（サンシャイン劇場・サンケイホールブリーゼ） - モネ・スタンフィールド[29][30]
- 2024年12月、『RUNWAY』（梅田芸術劇場・KAAT神奈川芸術劇場）[31]
- 2025年4 - 5月、『デスティニー -アドラメレクの鏡-』（サンシャイン劇場・久留米シティプラザ・サンケイホールブリーゼ・名古屋市芸術創造センター・さいたま市文化センター）[32]
- 2025年7月、『Flores de Colores』（有楽町朝日ホール）[33][34]
- 2025年8月、『M FESTIVAL』（明治座）[35]
- 2026年2 - 3月、『刀剣乱舞 禺伝 矛盾源氏物語〜再演〜』（東京・大阪・福岡） - 光源氏[36]

### ドラマ
- 2022年10 - 12月、『合コンに行ったら女がいなかった話』（カンテレ） - 藤[37]
- 2024年7月 - 8月、『彩香ちゃんは弘子先輩に恋してる』（毎日放送） - レズビアンバーのママ[38]
- 2025年6月 - 、『彩香ちゃんは弘子先輩に恋してる 2nd Stage』（毎日放送） - レズビアンバーのママ[39]

### コンサート
- 2022年4 - 5月、『The ALSTROEMERIA-アルストロメリア-』（サンシャイン劇場・ドラマシティ）[40]
- 2022年8月、『瀬戸かずや Talk＆Live @HANEDA』（LDH kitchen THE TOKYO HANEDA）[41]
- 2023年11月、『HARMONY　元タカラジェンヌたちの夢の協演』（やかげ文化センター）[42]
- 2024年2月、『RAPONT（ラポント）』（ルネこだいら）[43]

### イベント
- 2023年3月、『瀬戸かずや TALK & LIVE』（東京會舘）[44]
- 2023年12月、ディナーショー『GREAT HUNTER』（ホテル日航つくば・東京會舘・ホテル阪急インターナショナル）[45]
- 2025年2月、AQUATAINMENT『蒼い星の物語』（川崎水族館）[46][47]

## 受賞歴
- 2019年、『宝塚歌劇団年度賞』 - 2018年度努力賞[48]